# Jeff Sessions
Jefferson Beauregard (Jeff) Sessions III (Selma (Alabama), 24 december 1946) is een Amerikaanse politicus voor de Republikeinse Partij. Hij was van 9 februari 2017 tot 8 november 2018 minister van Justitie in het kabinet van Donald Trump. Hij was senator voor Alabama van 1997 tot 2017. Daarvoor was hij de procureur-generaal van Alabama van 1995 tot 1997.

## Levensloop
Sessions studeerde aan Huntingdon College in Montgomery. Hij behaalde daar een Bachelor of Arts in 1969. In die tijd was hij ook actief bij de Jonge Republikeinen. In 1973 behaalde hij een graad in de rechten aan de Universiteit van Alabama. Na zijn schooltijd werd hij advocaat. Hij diende in de jaren 70 ook bij de Nationale Reserve en bracht het tot de rang van kapitein.
Van 1975 tot 1977 werkte Sessions als assistent van de openbaar aanklager in het zuidelijke district van Alabama. In 1981 werd hij door president Ronald Reagan genomineerd voor de positie van openbaar aanklager in het zuidelijke district van Alabama, die hij twaalf jaar lang vervulde.  In 1986 werd Sessions genomineerd als rechter bij het United States District Court for the Southern District of Alabama, maar de benoeming werd tegengehouden door de Senaat, omdat hij te onverschillig zou zijn ten opzichte van rassenkwesties.
Sessions werd in 1994 verkozen tot openbaar aanklager van Alabama, en in 1997 werd hij gekozen in de Senaat. Hij zou de tweede Republikein zijn die sinds de Amerikaanse Burgeroorlog werd gekozen in Alabama en de eerste die erin slaagde voor een tweede termijn gekozen te worden.

### Senaat
Als senator stond Sessions bekend als conservatief. Hij steunde de Republikeinen in het buitenlands beleid, belastingen en het sociale beleid. Hij is tegen abortus en illegale immigratie. Hij was ook een van de 37 senatoren die stemden tegen het gebruik van embryo’s bij stamcelonderzoek.
Sessions nam zitting in de Senate Judiciary Committee en was een sterke voorstander van de nuclear option, een tactiek die de voorkeur had van de toenmalige meerderheidsleider Bill Frist om een filibuster in een debat over de benoeming van (federale) rechters te voorkomen. Toen er tussen beide partijen een compromis werd gesloten, was Sessions een van de grootste critici van dat besluit.
Sessions was voor de interventie in Irak. In 2005 stemde hij tegen een wet die de rechten van verdachten van terroristische aanslagen beschermt. Hij was een fel tegenstander van de legalisering van wiet.

### Minister van Justitie
President Donald Trump droeg Sessions in maart 2017 voor als zijn minister van Justitie. Tijdens zijn hoorzittingen door de Senaat zei Sessions dat hij geen contact had met Russische regeringsvertegenwoordigers tijdens de campagne voorafgaand aan de presidentsverkiezingen van 2016. Amerikaanse media meldden echter dat Sessions wel degelijk in 2016 contact had met de Russische ambassadeur Sergej Kisljak.
Twee maanden na zijn aantreden ontsloeg Trump FBI-directeur James Comey. De officiële aanleiding daarvoor was een brief van Sessions en zijn onderminister Rod Rosenstein. Het ontslag was omstreden omdat Comey onderzoek liet doen naar eventuele banden tussen Rusland en het Republikeinse campagneteam.
In juli 2017 bleek dat er frictie was tussen Trump en zijn minister van Justitie. In een interview noemde de president hem "heel zwak", omdat Sessions geen onderzoek instelde naar het lekken naar de pers en de "misdaden" van Hillary Clinton. Op de vraag of hij Sessions zou ontslaan, antwoordde Trump "de tijd zal het leren". Trump voelde zich verraden door Sessions, omdat deze aan het Congres had beloofd zich buiten het onderzoek naar de banden tussen het campagneteam van Trump en de Russen te houden. Daardoor kon Sessions niet voorkomen dat Robert Mueller als speciale aanklager werd aangesteld.
Sessions viel in juni 2018 op met een toespraak waarbij hij het beleid van de regering-Trump ten opzichte van illegale immigranten uit Latijns-Amerika verdedigde met een verwijzing naar de Bijbel. Dit beleid waarbij kinderen op grote schaal (tijdelijk) van hun ouders werden gescheiden was omstreden, zowel bij de Democraten als binnen Trumps eigen partij. Sessions zei: "Ik zou u kunnen verwijzen naar apostel Paulus en zijn duidelijke en wijze gebod (...) dat het nodig is om de wetten van de regering te gehoorzamen, want het is God die ze uitgevaardigd heeft om orde te garanderen".
Op 7 november 2018 nam Sessions op verzoek van president Trump ontslag als minister van Justitie.

## Privé
Sessions en zijn vrouw Mary hebben samen drie kinderen. Hij is aanhanger van de United Methodist Church. Zijn vermogen werd geschat op 15,8 miljoen dollar.

## Politieke standpunten
Sessions is voorstander van inperking van zowel legale als illegale immigratie. Hij was voorstander van de Irakoorlog. Hij is tegen het homohuwelijk en stemde tegen Obamacare. Hij twijfelt aan de wetenschappelijke consensus ten aanzien van de opwarming van de Aarde en is voorstander van kernenergie. Hij is een fel tegenstander van de legalisatie van cannabis.

## Opspraak
In 1984 raakte Sessions in opspraak omdat hij als openbaar aanklager een onderzoek had ingesteld naar verkiezingsfraude. Hij vervolgde zonder succes drie leden van de burgerrechtenbeweging, onder wie een voormalig medewerker van Martin Luther King. Hij was uren bezig zwarte stemmers te ondervragen en vond uiteindelijk maar veertien verkeerd gebruikte stembiljetten op een totaal van 1,7 miljoen.
Toen Sessions in 1986 genomineerd was als rechter, werd bekend dat hij de National Association for the Advancement of Colored People en de ACLU "on-Amerikaans" en "communistisch geïnspireerd" had genoemd. Zij zouden de burgerrechten bij anderen "door de keel drukken". Ook zei hij dat hij dacht dat de Klu Klux Klan "wel oké was", totdat hij erachter kwam dat "sommige leden marihuana rookten". Sessions zei later dat hij een grapje maakte.
- Gemeinsame Normdatei: 1121632874
- International Standard Name Identifier: 0000 0000 2532 7713
- Library of Congress Control Number: n85246526
- Nationale Bibliotheek van Israël: 987007344634405171
- SNAC: w6p9225z
- Biographical Directory of the United States Congress: S001141
- Virtual International Authority File: 58064688
- WorldCat: E39PBJf8pRYRvmbgRY3GkfbPQq